# Listă de plante medicinale - N

A - Ă - Â - B - C - D - E - F - G - H - I - Î - J - K - L - M - N - O - P - Q - R - S - Ș - T - Ț - U - V - X - Y - Z
| Plantă              | Denumire latină  | Proprietăți vindecătoare |
| ------------------- | ---------------- | ------------------------ |
| Nalbă de pădure     | Althaea rosea    |                          |
| Nalbă mare          | Malva silvestris |                          |
| năsturelul de baltă | Rorippa amphibia |                          |
| Nuc                 | Juglans regia    |                          |